# Бакинський Міжнародний Фестиваль Мстислава Ростроповича
Міжнародний фестиваль Мстислава Ростроповича (азерб. Mstislav Rostropoviç adına Beynəlxalq musiqi festivalı) — основою цієї події послужив фестиваль організований Ростроповичем в 2006 році в Баку фестиваль, присвячений 100-річчю з дня народження Дмитра Шостаковича. Починаючи з 2007 року, в грудні в Баку проводиться фестиваль, присвячений великому Бакинці Мстиславу Ростроповичу. Як організатори фестивалю виступають Міністерство культури і туризму Азербайджану, фонд Мстислава Ростроповича, і фонд Гейдара Алієва. Щорічно для участі у фестивалі в Баку прибуває велика кількість відомих музикантів і виконавців. Також, глядачі можуть насолодитися виступом стипендіатів фонду Мстислава Ростроповича. Концерти, що проводяться в рамках фестивалю, проходять на найкращих сценах міста.